# پارامونت پلاس
پارامونت پلاس یا پارامونت+ (به انگلیسی: Paramount+) یک سرویس ویدئو به‌درخواست آمریکایی متعلق به پارامونت گلوبال است. محتوای این سرویس عمدتاً از کتابخانه‌های پخش تلویزیونی سی‌بی‌اس (شامل استودیوی سی‌بی‌اس)، وایاکام‌سی‌بی‌اس و پارامونت پیکچرز گرفته شده‌است و شامل سریال‌ها و فیلم‌های اصلی، پوشش پخش زندهٔ ورزشی و در ایالات متحده، پخش زنده از ایستگاه‌های پخش سی‌بی‌اس محلی است.
این سرویس برای اولین بار در ایالات متحده در ۲۸ اکتبر ۲۰۱۴ با نام دسترسی کامل سی‌بی‌اس (به انگلیسی: CBS All Access) راه‌اندازی شد و در ابتدا بر پخش زندهٔ برنامه‌های سی‌بی‌اس از شرکت‌های وابسته محلی خود و همچنین دسترسی درخواستی به برنامه‌های سی‌بی‌اس و محتوای کتابخانه متمرکز بود. این سرویس بعداً شروع به گسترش به برنامه‌های اصلی کرد و با اسپین‌آف‌های برنامه‌های سی‌بی‌اس مانند برادر بزرگ و کشمکش خوب و مجموعه تلویزیونی جدید پیشتازان فضا پیشتازان فضا: کشف شروع شد. این سرویس همچنین شروع به گسترش به بازارهای دیگر، از جمله کانادا و استرالیا کرد.
در نوامبر ۲۰۱۹، سی‌بی‌اس دوباره با ویاکام ادغام شد و ویاکام‌سی‌بی‌اس (اکنون پارامونت گلوبال) را تشکیل داد. در سال ۲۰۲۰، برنامه‌هایی برای محتوای برندهای ویاکام مدیا (از جمله کمدی سنترال، ام‌تی‌وی و نیکلودئون، در میان دیگران) و پارامونت پیکچرز برای ادغام در دسترسی کامل سی‌بی‌اس و گسترش بین‌المللی و فهرست بزرگ‌تری از برنامه‌های اصلی اعلام شد و سرویس مجدداً راه‌اندازی شد تا دامنه وسیع‌تری را منعکس کند. در سپتامبر ۲۰۲۰، رسماً اعلام شد که این سرویس با نام پارامونت پلاس در سال ۲۰۲۱ راه اندازی مجدد خواهد شد و نام خود را از استودیو فیلم پارامونت پیکچرز گرفته‌است.
تغییر نام تجاری در ۴ مارس ۲۰۲۱ همزمان با گسترش گسترده‌تر به آمریکای لاتین و بعداً اروپا اعمال شد. این سرویس همچنین در تمام مناطق ایالات متحده به جز پورتوریکو در دسترس است. این سرویس قرار است در ۲۲ ژوئن ۲۰۲۲ در بریتانیا و ایرلند راه‌اندازی شود، و در ماه ژوئن در کره جنوبی راه‌اندازی می‌شود و راه‌اندازی‌های بیشتری در ایتالیا، فرانسه، آلمان، سوئیس و اتریش در دومین نیمهٔ سال ۲۰۲۲ برنامه‌ریزی شده‌است. پارامونت پلاس بعداً در اروپای شمالی با اسکای‌شوتایم جایگزین شد، یک سرمایه‌گذاری مشترک با کامکست که شامل اسکای استودیوز و ان‌بی‌سی یونیورسال نیز می‌شود.